# Нова Славоґура
Нова Славоґура (пол. Nowa Sławogóra) — село в Польщі, у гміні Шидлово Млавського повіту Мазовецького воєводства.
Населення — 192 особи (2011).
У 1975-1998 роках село належало до Цехановського воєводства.

## Демографія
Демографічна структура станом на 31 березня 2011 року:
|          | Загалом | Допрацездатний вік | Працездатний вік | Постпрацездатний вік |
| -------- | ------- | ------------------ | ---------------- | -------------------- |
| Чоловіки | 102     | 22                 | 68               | 12                   |
| Жінки    | 90      | 23                 | 49               | 18                   |
| Разом    | 192     | 45                 | 117              | 30                   |